# Imam Ganiszow
Imam Gasanowicz Ganiszow (ros. Имам Гасанович Ганишов;ur. 17 czerwca 2000) – rosyjski zapaśnik walczący w stylu wolnym. Brązowy medalista mistrzostw Europy w 2024. Drugi na MŚ U-23 w 2023. Trzeci na mistrzostwach Rosji w 2024 roku.